# Protoperigea posticata
Protoperigea posticata là một loài bướm đêm trong họ Noctuidae.